# Пимен Болящий
Пимен Болящий, Пимен Багатохворобливий (XI ст. — 1110 р.) — християнський православний святий, преподобний, чернець Печерського монастиря. 
Пимен змолоду тяжко хворів і не зводився на ноги, тому був чистий і безгрішний від утроби матері. Неодноразово звертався до батьків з проханням дозволити йому постригтися в ченці, але вони були проти. Коли стан хворого погіршився, батьки принесли його до Печерського монастиря для зцілення. Вони просили старців і братію молитись за одужання сина, але сам Пимен таємно молив Бога, щоб хвороба посилилась, і його постригли в ченці. Як повіствує Патерік Печерський - молитва прп. Пимена виявилась сильнішою.  
Під час перебування в монастирі з ним сталося диво. Коли всі спали, до келії Пимена увійшли ангели Господні, постригли його в схиму, і провістили, що він буде хворий до самої кончини, перед якою Господь зцілить його. На ранок братія монастиря знайшла святого в чернечих одежах, а кімната була сповнена чудового аромату. По свідченням деяких авторів, постриг прп. Пимена відбувся при ігумені Прохорі, який згадується в 1112, 1115, 1126 рр.
Понад 20 років прп. Пимен пролежав у хворобі в монастирі, і за свою терпеливість був винагороджений від Бога даром зцілення інших. Одного разу до нього в келію принесли такого ж хворого інока, щоб легше було доглядати за обома, та час від часу залишали їх забутими. Тоді прп. Пимен спитав в інока, чи готовий він доглядати за лежачими хворими, якщо сам одужає, той обіцяв робти це все своє життя. Прп. Пимен помолився Богу, і чернець повністью одужав, та доглядав за приподобним до його смерті. А коли одного разу зневажив святого, та залишив його без води та їжі, відразу ж сам захворів та лежав в горячці три дні, поки по молитвах прп. Пимена знову не одужав.
Перед смертю, прп. Пимен, згідно з почутим від янголів пророцтвом, одужав. Він сам обійшов всю братію відвідав Велику Церкву і показав, де його поховати.
Знамення у вигляді вогняних стовпів над вівтарем Успенської церкви, що супроводжували смерть святого, описані у «Повісті минулих літ» під 11 лютого 1111 року. 
Помер прп. Пимен у віці бл. 50 років. Смерть святого датують 1110 р. або, що менш вірогідно, 1139 р., його мощі спочивають у Ближніх печерах Києво-Печерської Лаври.

В акафісті всім Печерським преподобним про нього сказано: 
|  | «Радуйся, Пімене багатохворобливий, бо на Бога ти завжди надію покладав». |

Архієпископ Філарет (Гумелівський) указує, що не слід плутати життєпис прп. Пимена Болящего,  з прп. Пименим Посником та ігуменом Печерським з Дальніх печер, та з прп. Пименом Посником з Ближніх печер Києво-Печерської Лаври. 

## Пам'ять
- 11 жовтня — день пам'яті Собору преподобних отців Києво-Печерських, що спочивають в Ближніх печерах (прп. Антонія).
- 20 серпня — Прп. Пимена Болящого.

### Дивіться теж
- Києво-Печерська лавра
- Києво-Печерські святі

## Джерело
- Словник персоналій Національного Києво-Печерського історико-культурного заповідника[недоступне посилання з липня 2019] — ресурс використано за дозволом видавця.
- Патерик Києво-Печерський [Архівовано 5 грудня 2008 у Wayback Machine.]